# Киловче
Киловче (словен. Kilovče) — поселення в общині Ілірська Бистриця, Регіон Нотрансько-Крашка, Словенія. Висота над рівнем моря: 538,9 м.